# شعر برادران

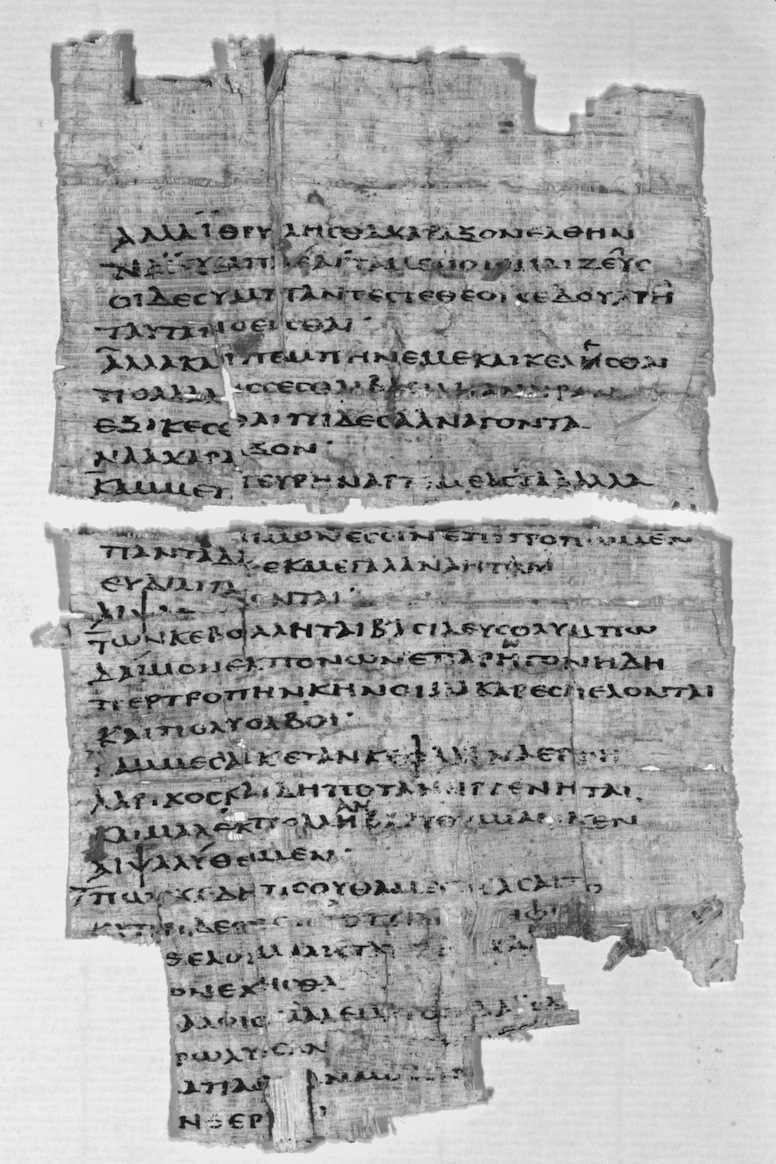
پی. ساف. اوبینک: قطعه پاپیروسی که شعر «برادران» بر روی آن کشف شد

شعر برادران یا سرود برادران، مجموعه‌ای از ابیات منسوب به سافو، شاعر یونان باستان (حدود ۶۳۰ تا ۵۷۰ پیش از میلاد) است که از دوران باستان مفقود شده بود تا اینکه در سال ۲۰۱۴ میلادی دوباره کشف شد. بخش عمده‌ای از متن این شعر، به جز چند سطر آغازین آن، سالم باقی مانده است. این اثر تنها از طریق یک قطعه پاپیروس شناخته شده که بخشی از مجموعه اشعار منسوب به سافو را تشکیل می‌دهد.
در این شعر، سافو از دو برادر خود به نام‌های خاراکسوس و لاریخوس نام می‌برد که این تنها اشاره به نام آن‌ها در نوشته‌های باقی‌مانده از اوست، هرچند این دو برادر از منابع دیگر نیز شناخته شده‌اند. این اشارات، همراه با ویژگی‌های زبانی و سبکی شعر، به عنوان شواهدی برای تأیید سرودن این اثر توسط سافو مورد استفاده قرار گرفته‌اند.
ساختار شعر به شکل یک خطاب‌نامه است — احتمالاً از زبان خود سافو — به فردی ناشناس. گوینده در این شعر، مخاطب را به دلیل تکرار این گفته که «خاراکسوس بازخواهد گشت» (احتمالاً از یک سفر تجاری) سرزنش می‌کند و تأکید می‌ورزد که ایمنی او در دستان خدایان است. سپس وعده می‌دهد که برای بازگشتِ سالم او، به هرا (الههٔ یونانی) دعا خواهد کرد.
پس از این بخش، تمرکز شعر از خاراکسوس به لاریخوس تغییر می‌کند. گوینده امیدوار است که لاریخوس، زمانی که به مردی بالغ تبدیل شود، بتواند خانواده را از مشکلاتشان رهایی بخشد.
دانشمندان عموماً اهمیت این شعر را بیشتر از جنبهٔ تاریخی تا ادبی می‌دانند. پژوهش‌ها عمدتاً بر روی هویت گوینده و مخاطب شعر و پایه‌های تاریخی آن‌ها متمرکز شده است. برخی از محققان نیز به بررسی جایگاه این شعر در مجموعهٔ آثار سافو و ارتباط آن با حماسه‌های یونانی، به ویژه داستان‌های بازگشت در اودیسهٔ هومر، پرداخته‌اند.
از آنجا که بخش‌های آغازین شعر از بین رفته‌اند، پژوهشگران تلاش کرده‌اند با توجه به سبک سافو و زمینهٔ تاریخی اثر، تکمیل‌هایی فرضی برای این ابیات پیشنهاد کنند. این بازسازی‌ها بر اساس الگوهای زبانی سافو و روایت‌های مشابه در ادبیات یونان باستان انجام شده است.

## حفظ و نگهداری
سافو، شاعرهٔ نامدار یونان باستان، احتمالاً حدود ۱۰٬۰۰۰ بیت شعر سروده است، اما از این گنجینهٔ عظیم، تنها حدود ۶۵۰ بیت به دست ما رسیده است. از میان این بازمانده‌ها نیز فقط یک شعر کامل، یعنی «قصیده برای آفرودیت» (Ode to Aphrodite)، به‌طور دست‌نخورده باقی مانده است. بسیاری از قطعات دیگر آنقدر ناقص هستند که تنها یک واژه یا چند سطر پراکنده از آنها برجای مانده است.
در سال ۲۰۱۴، دیرک اوبینک، سایمون بورِس و جفری فیش پنج قطعه پاپیروس حاوی نه شعر مجزا از سافو را منتشر کردند. سه مورد از این اشعار تا آن زمان کاملاً ناشناخته بودند،  و این کشف به عنوان بزرگ‌ترین گسترشِ مجموعهٔ باقی‌مانده از آثار سافو در ۹۲ سال گذشته به‌شمار آمد. برجسته‌ترین مورد، قطعهٔ «شعر برادران» است که با نام پی. ساف. اوبینک شناخته می‌شود  و بخشی از نسخهٔ انتقادی کتاب اول اشعار سافو محسوب می‌گردد.  
چهار قطعهٔ باقیمانده، با شماره‌های پی.جی.سی. اینو. ۱۰۵ فر. ۱–۴، با خط یکسان و فاصلهٔ سطرهای مشابه نوشته شده‌اند. 
قطعه پی. ساف. اوبینک با ابعاد ۱۷۶ میلی‌متر در ۱۱۱ میلی‌متر اندازه‌گیری شده است.  که با شیوهٔ خط‌نگاری قرن سوم میلادی مطابقت دارد.  که با دست خط قرن سوم پس از میلاد مطابقت دارد. 
طوماری که قطعهٔ پی. ساف. اوبینک بخشی از آن بوده، احتمالاً در اسکندریه تولید شده و به احتمال زیاد به فیوم منتقل شده بود. 
شواهدی وجود دارد که نشان می‌دهد این طومار آسیب دیده و تعمیر شده بود. بعدها به عنوان کارتوناژ - ماده‌ای مشابه پاپیه‌ماشه ساخته‌شده از کتان و پاپیروس - مورد استفادهٔ مجدد قرار گرفت. اوبینک احتمال می‌دهد که از این قطعه به عنوان جلد کتاب استفاده شده است.  
قطعهٔ پی. ساف. اوبینک شامل ۲۰ سطر از «شعر برادران» به همراه ۹ سطر از اثر دیگری از سافو به نام «شعر کپریس» است. 
به گفتهٔ جیمز روم، نویسنده و پژوهشگر، این قطعه بهترین نمونهٔ باقیمانده از پاپیروس‌های سافو از نظر حفظ وضعیت اصلی است. 
پاپیروس دوم، با نام پاپیروس اُکسی‌رینخوس ۲۲۸۹ که توسط اِدگار لوبل در سال ۱۹۵۱ منتشر شد، بخشی از «شعر برادران» را حفظ کرده که نشان می‌دهد حداقل یک بند قبل از بخش سالمِ باقی‌مانده وجود داشته است. 

## منشأ اثر
به محض انتشار خبر کشف پی. ساف. اوبینک در ژانویه ۲۰۱۴، پژوهشگران شروع به طرح سؤالاتی دربارهٔ منشأ آن کردند. نسخهٔ اولیهٔ مقالهٔ اوبینک که این کشف را اعلام می‌کرد، اشاره کرده بود که این پاپیروس در یک مجموعهٔ خصوصی قرار دارد، اما - برخلاف روال معمول در گزارش‌های مربوط به آثار باستانی تازه‌کشف‌شده - هیچ اطلاعاتی دربارهٔ منشأ یا تاریخچه مالکیت آن ارائه نکرده بود. سی. مایکل سمپسون این عدم شفافیت را «غیرعادی و مشکوک» توصیف کرده است. باستان‌شناسان بلافاصله این کمبود شفافیت را مورد انتقاد قرار دادند و نسخهٔ اولیهٔ مقالهٔ اوبینک به سرعت حذف شد.  از آن زمان تاکنون، ادعاهای متضاد متعددی دربارهٔ تاریخچهٔ پی. ساف. اوبینک مطرح شده است.
گفتگوها دربارهٔ منشأ اثر اندکی پس از اعلام این کشف در ژانویهٔ ۲۰۱۴ آغاز شد. بتانی هیوز در ساندی تایمز گزارش داد که این پاپیروس در اصل متعلق به یک افسر آلمانی بوده است.  در مقابل، اوبینک در تایمز لیترری سوپلمنت ادعا کرد که این اثر در کارتوناژ مومیایی یافت شده است. اوبینک در ادامه ادعا کرد که اشاره به «افسر آلمانی» توسط هیوز «تخیلی و خیالپردازانه» بوده است.   همچنین توضیح داد که باور اولیه مبنی بر کشف این پاپیروس از کارتوناژ مومیایی، ناشی از شناسایی اشتباه بوده است.  بر اساس اطلاعات موجود در یک بروشور فروش متعلق به کریستیز در سال ۲۰۱۵، سمپسون افسر آلمانی مورد اشارهٔ هیوز را راینر کریتل شناسایی کرده و استدلال می‌کند که این داستان اولیه جعل شده بوده تا کاستی‌ها در منشأ واقعی پاپیروس پوشانده شود. 
در سال ۲۰۱۵، دیرک اوبینک روایت دوم دربارهٔ منشأ اثر را در مقاله‌ای ارائه شده به انجمن مطالعات کلاسیک مطرح کرد. او ادعا کرد این پاپیروس از مجموعهٔ دیوید مور رابینسون بوده که آن را در سال ۱۹۵۴ از یک فروشندهٔ مصری به نام سلطان مجید صامده خریداری کرده بود و پس از مرگش، آن را به کتابخانهٔ دانشگاه میسیسیپی اهدا کرده است.   بخشی از مجموعهٔ رابینسون در سال ۲۰۱۱ از طریق خانهٔ حراج کریستیز برای فروش عرضه شد. اوبینک گزارش داد که پاپیروس پی. ساف. اوبینک در این حراجی حضور داشته و توسط یک کلکسیونر در لندن خریداری شده است.  این مالک ناشناس بود که به اوبینک، رئیس پروژه پاپیروس‌های اُکسی‌رینخوس دانشگاه آکسفورد، دسترسی به پاپیروس و اجازه انتشار آن را اعطا کرد.  هرچند وجود این پاپیروس در حراجی سال ۲۰۱۱ را نمی‌توان تأیید کرد. 
سامپسون و اولیگ در مقاله‌شان برای نشریهٔ ایدولون اشاره می‌کنند که هیچ سند معتبری برای تأیید این روایت ارائه نشده و شواهد موجود صرفاً به «حرف‌های اوبینک» متکی است. 
پس از انتشار مقاله‌ای در سال ۲۰۲۰ توسط سامپسون، که در آن نتیجه گرفته بود:
«شک دارم حتی بخشی از روایت اوبینک در سال ۲۰۱۵ دربارهٔ منشأ اثر حقیقت داشته باشد»، آنتون بیرل و آندره لاردینوا (Bierl & Lardinois) فصل مربوط به اوبینک در کتاب «تازه‌ترین سافو» را — که این روایت را تکرار کرده بود — پس گرفتند. آن‌ها به «منشأ آلودهٔ» اثر و همچنین عدم پاسخگویی جدی اوبینک به اتهامات مطرح‌شده توسط سامپسون استناد کردند.  عکس‌هایی از قطعات «مجموعهٔ گرین» که ظاهراً توسط فروشنده‌ای گرفته شده‌اند (کسی که این قطعات را به مجموعهٔ گرین فروخته)، بر اساس متادیتای آن‌ها به دسامبر ۲۰۱۱ تاریخ‌گذاری می‌شوند.  از آنجا که پاپیروس‌های رابینسون تا ژانویه ۲۰۱۲ توسط خریدارشان از حراجی کریستی جمع‌آوری نشده بودند، قطعات متعلق به مجموعهٔ گرین نمی‌توانستند بخشی از این مجموعهٔ حراج شده باشند.  این ناهمخوانی، به تبعیت از آن، موجب تردید در ارتباط بین پاپیروس سافوی اوبینک با این حراجی می‌شود. 
در سال ۲۰۲۰، یک منشأ سوم احتمالی گزارش شد، زمانی که «برنت نونگبری» ایمیلی از «مایک هولمز» (مدیر طرح پژوهشی موزهٔ کتاب مقدس) منتشر کرد که شواهدی نشان می‌داد پاپیروس با شمارهٔ پی.جی.سی. اینو. ۱۰۵ از «یاکوب اکسوی اوغلو»، یک فروشندهٔ عتیقه‌جات ترکیه‌ای، تهیه شده بود.  مجلهٔ آتلانتیک گزارش داد که اکسوی اوغلو این موضوع را تأیید کرده و همچنین ادعا کرده بود که پاپیروس سافوی اوبینک نیز از مجموعهٔ شخصی او بوده است.  تئودور نش در مقاله‌ای برای مرکز مطالعات هلنی نتیجه گرفت که این پاپیروس «تقریباً قطعاً» به اکسی‌اوغلو مرتبط بوده است.  به گفتهٔ اکسوی اوغلو، طومار سافوی اوبینک و طومار شمارهٔ ۱۰۵ مجموعهٔ گِرین، بیش از ۱۰۰ سال در مجموعهٔ خانوادگی او نگهداری می‌شدند، هرچند او هیچ مدرکی برای اثبات این ادعا ارائه نکرد. برایان دی. هایلند این ادعای «کاملاً غیرقابل‌باور» را رد کرد. 
منتقدانِ عدم شفافیت دربارهٔ منشأ این پاپیروس معتقدند این پنهان‌کاری برای مخفی‌کردن منشأ مشکوک اثر بوده است. سامپسون استدلال می‌کند که روایت‌های ارائه‌شده در سال‌های ۲۰۱۴ و ۲۰۱۵ جعلی بوده‌اند تا منشأ واقعیِ «مستندنشده» یا «غیرقابل‌ذکر» را بپوشانند.  تئودور نش استدلال می‌کند که «روایت پیچیدهٔ کارتوناژ صرفاً یک منحرف‌کنندهٔ ذهن بود تا یک پاپیروس تازه‌یافته را مشروعیت بخشد».  هایلند پیشنهاد می‌کند که این پاپیروس‌ها احتمالاً در سال ۲۰۱۱ و همزمان با سرنگونی حسنی مبارک، رئیس‌جمهور مصر، به‌صورت قاچاق از این کشور خارج شده‌اند؛ یا ممکن است بخشی از پاپیروس‌های فهرست‌نشده‌ای باشند که گرنفل و هانت در اکسیرینخوس کشف کرده بودند.  رابرتا مازا که او نیز معتقد است این پاپیروس‌ها به صورت غیرقانونی از مصر خارج شده‌اند،  در مورد این نظریه که این‌ها جزو پاپیروس‌های فهرست‌نشدهٔ اُکسی‌رینخوس بوده‌اند تردید دارد. به باور او بعید است پژوهشگرانی که روی این پاپیروس‌ها کار می‌کردند - به‌ویژه اِدگار لوبل که علاقهٔ ویژه‌ای به آثار سافو داشت - نتوانسته باشند وزن مخصوص شعرهای سافو را در پاپیروس سافوی اوبینک تشخیص دهند.
در سال‌های ۱۳۹۲ و ۱۳۹۴ خورشیدی (۲۰۱۳ و ۲۰۱۵ میلادی)، پاپیروس سافوی اوبینک به صورت خصوصی از طریق حراجی کریستی برای فروش عرضه شد.  این پاپیروس هرگز فروخته نشد و تا سال ۱۴۰۱ (۲۰۲۲ میلادی) که توسط پلیس توقیف شد، در انبارهای کریستی باقی ماند.  قطعات مرتبط از مجموعهٔ گرین در سال ۲۰۲۰ به مصر بازگردانده شدند. 

## شعر

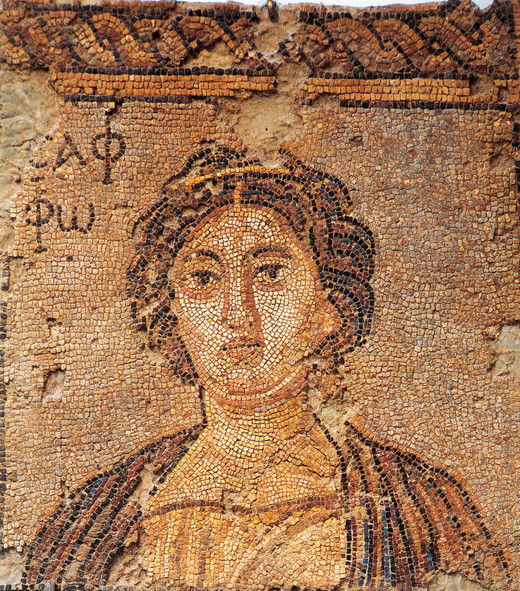
موزاییک دوران رومی از سافو در اسپارتا

این شعر در ۲۰ سطر (پنج بند) سروده شده و در وزن سافیک (اوزان سافو) نوشته شده است. این وزن شعری - که به نام سافو نامگذاری شده - شامل سه مصراع بلند و به دنبال آن یک مصراع کوتاه‌تر در هر بند می‌باشد.  آغاز شعر از بین رفته، اما برآوردها نشان می‌دهد اثر کامل احتمالاً ۱ تا ۳ بند بیشتر داشته است.  این شعر در ژانر دعاهای بازگشت به وطن جای می‌گیرد،  از دیگر آثار سافو با این درون‌مایه می‌توان به قطعات ۵، ۱۵ و ۱۷ اشاره کرد. 
«متن حاضر خطابی است به مخاطبی نامعلوم، در دو پارهٔ هم‌ساخت که هر یک به یکی از برادران سافو - خاراکسوس و لاریخوس - می‌پردازد.»  راوی امیدوار است که خاراکسوس از سفر تجاری خود با موفقیت بازگردد و لاریخوس نیز به مردی بالغ تبدیل شود.  و جایگاه خود را در میان نخبگان جامعهٔ لسبوس به دست آورد. 
دو بند نخستِ باقی‌مانده به جزئیات ورود خاراکسوس می‌پردازند. در بند اول، گوینده مخاطب را به دلیل تکرار این پیش‌بینی که خاراکسوس «با کشتی‌ای انباشته [از کالا]» بازخواهد گشت، سرزنش می‌کند.  چرا که تنها خدایان توانایی دانستن چنین اموری را دارند، و اینکه مخاطب باید او را [=گوینده را] به نیایش نزد هرا بفرستد تا برای بازگشت ایمن خاراکسوس دعا کند.  بندهای سوم و چهارم به بررسی کلی‌تری از وابستگی انسان به خدایان می‌پردازند. گوینده تأکید می‌کند که هرچند اقبال انسان تغییرپذیر است («پس از تندبادهای سهمگین، بادهای ملایم به سرعت می‌وزند»)، زئوس به آنان که مورد لطفش هستند، نیک‌بختی ارزانی می‌کند. در بند پایانی، گوینده امیدوار است که لاریخوس «سرش را بالا بگیرد» و «به معنای واقعی کلمه به یک مرد (ἄνηρ) تبدیل شود» — همان‌طور که اوبینک بیان می‌کند —  و خانواده را از مشکلاتش رهایی بخشد. 

### سرایندگی
زمانی که اوبینک این شعر را در سال ۲۰۱۴ منتشر کرد، آن را بر اساس وزن شعری، گویش آیولی و اشاره‌هایش به خاراکوس و لاریخوس — که در سایر منابع به عنوان برادران سافو شناسایی شده‌اند — به سافو نسبت داد.  این احتمال وجود دارد که متن مورد نظر یک جعل باستانی باشد؛ هرچند این شعر در برخی از نسخه‌های هلنیستی آثار سافو گنجانده شده بود (که پاپیروس‌های سافوی اوبینک و اکسی‌رینخوس ۲۲۸۹ از آنها گرفته شده‌اند)، اما تقلید کلاسیک از سبک سافو نیز همچنان امکان‌پذیر است.  با این حال، شواهدی که هرودوت ارائه می‌کند نشان می‌دهد که خاراکوس در اشعاری ذکر شده که در قرن پنجم پیش از میلاد به سافو نسبت داده می‌شدند؛ بنابراین به احتمال زیاد این اثر دست‌کم به راستی متعلق به دورهٔ کهن لزبوس است.

### شخصیت‌ها

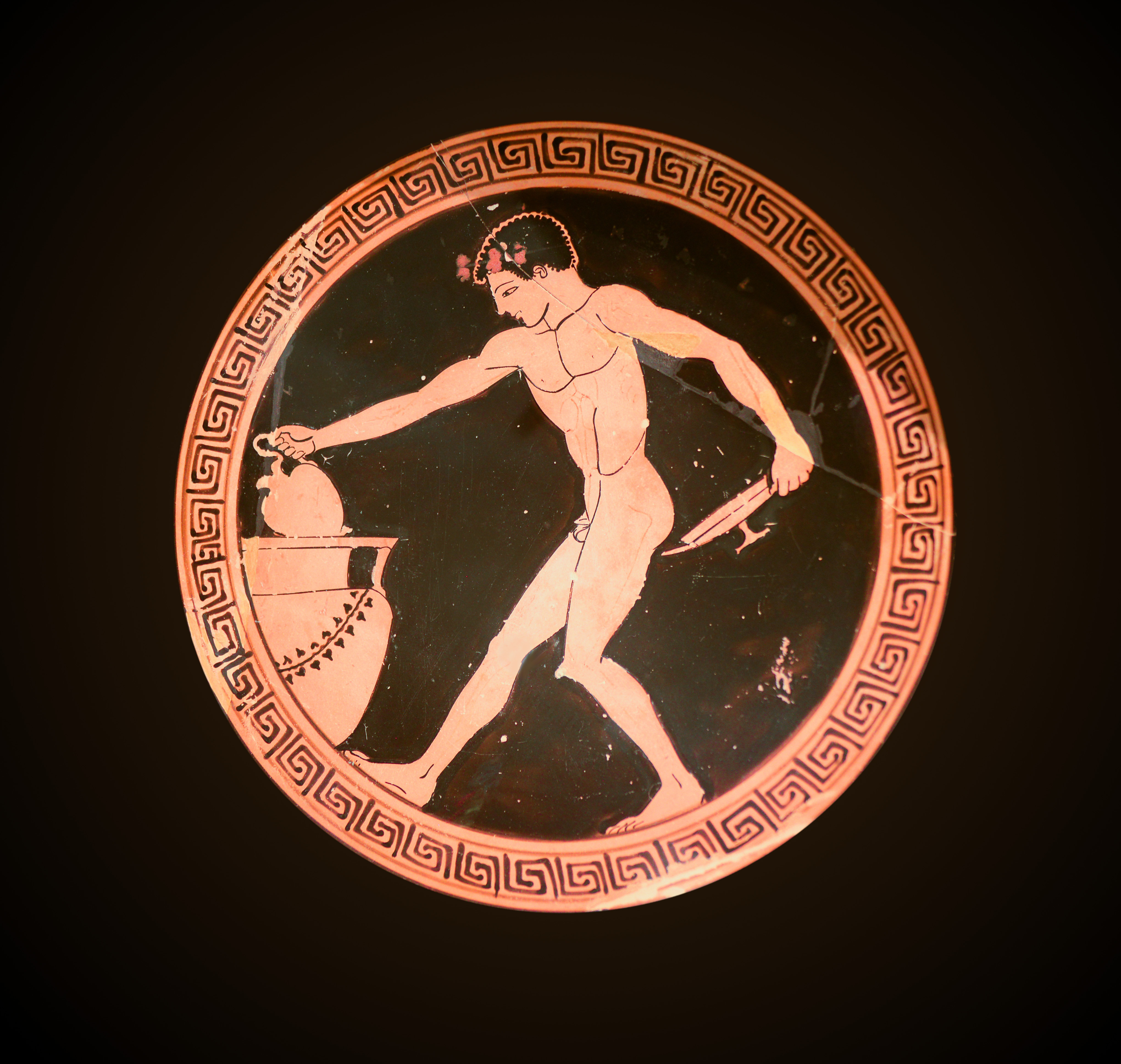
«پیکرهٔ جوانی ساغر به دست، بر جامی به سبک سرخ‌نگاره‌های نقاش کیج. آتنائوس روایت کرده که لاریخوس — برادر سافو — در ایام جوانی پیشهٔ ساقی‌گری داشته است.»

هیچ‌یک از این دو شخصیت در شعر نامی ندارند.  این که آیا راوی شعر را می‌توان خود سافو دانست، مسئله‌ای محوری در تفسیر این اثر است.  آندره لاردینوا خاطرنشان می‌کند که بیشتر راویانِ شناخته‌شده در شعرهای سافو زن هستند.  ملیسا مولر راوی شعر را خود سافو می‌داند،  و این شعر عموماً به عنوان اثری خودزندگینامه‌ای تفسیر شده است.  همهٔ پژوهشگران راوی شعر را با سافوی تاریخی یکی ندانسته‌اند؛ بِر و اِوا اِشتِله هر دو استدلال می‌کنند که این راوی، در واقع نسخه‌ای ادبی یا تخیلی از سافو است.  اگر قرار باشد راوی شعر را همان سافو بدانیم، اوبینک پیشنهاد می‌کند که او را باید زنی جوان تفسیر کنیم: برادرش لاریخوس (که حداکثر شش سال از او کوچک‌تر است، زیرا سافو در زمان مرگ پدرش همین سن را داشت - طبق روایت زندگینامه‌ای که در نامه‌های هروئید اوید حفظ شده) به زودی به سن بلوغ می‌رسد (اوبینک سن او را حدود دوازده سال تخمین می‌زند)؛ بنابراین سافوی راوی خود نیز هنوز در سنین نوجوانی است.
هرچند در متن موجود نامی از مخاطب شعر برده نشده،  پژوهشگرانی مانند کامیو نری با بررسی منابع، ۱۱ احتمال مختلف برای شناسایی این چهرهٔ ناشناس مطرح کرده‌اند.   اوبینک محتمل‌ترین گزینه‌ها را رودوپیس یا دوریکا می‌داند که در منابع باستانی به عنوان معشوقهٔ خاراکوس توصیف شده‌اند.  گزینهٔ دیگر مادر سافو است که سافو در دیگر اشعارش خطاب به او سروده است.  بیشتر پژوهشگران موافقند که مخاطب شعر، یکی از دوستان یا بستگان نگران خاراکوس بوده است. بسیاری از آنان (از جمله مارتین ال. وست، فرانکو فراری، کامیو نری و لزلی کورکه) مادر سافو را محتمل‌ترین گزینه می‌دانند.  جیامباتیستا دالسیو با اشاره به شباهت‌های این شعر با دیگر قطعات بازمانده از سافو که در آنها از مادر یاد شده — به ویژه قطعهٔ ۹ که آن هم ظاهراً مادر را در ارتباط با آیین مذهبی ذکر می‌کند — این فرضیه را تقویت می‌کند. 
این نظر مورد اجماع همگان نیست. آنتون بیرل، مورخ دوران باستان، استدلال می‌کند که کشمکش محوری این شعر، تقابل ایدئولوژی مردانه و زنانه است. به باور او، پیشنهاد راوی برای نیایش به درگاه هرا، «راه‌حلی زنانه‌وار» است  و در تضاد با باور مردانه‌ای قرار می‌گیرد که مشکلات خانواده را تنها از طریق ثروت‌اندوزی خاراکوس حل‌شدنی می‌داند؛ بنابراین، او مخاطب شعر را یکی از بستگان مذکر سافو می‌داند.  لاردینوا نیز معتقد است مخاطب شعر یک مرد است. او استدلال می‌کند که اگر مخاطب مادر سافو بود، خود می‌توانست مستقیماً به نیایش نزد هرا برود و بنابراین فرستادن سافو به جای خود منطقی به نظر نمی‌رسد.  در مقابل، مولر و لزلی کورکه هر دو استدلال می‌کنند که مخاطب به احتمال زیاد زن است. این استنباط بر اساس استفاده سافو از واژه θρυλέω (به معنای «وراجی کردن» یا «پچ‌پچ کردن») برای توصیف گفتار مخاطب شکل گرفته است. این واژه بار معنایی منفی دارد و بعید است سافو آن را خطاب به یک مرد به کار برده باشد.   آنیا بتنورث استدلال کرده است که مخاطب از موقعیت اجتماعی پایین‌تری نسبت به سافو برخوردار بوده، که این هم بر اساس استفاده از واژهٔ θρυλέω (وراجی/پچ‌پچ) است. اما کورکه در پاسخ معتقد است که به احتمال زیاد مخاطب مرجع اقتداری بر سافو بوده، چرا که سافو از او انتظار دارد وی را برای نیایش نزد هرا بفرستد. 
دو شخصیت پایانی شعر، یعنی خاراکوس و لاریخوس، در منابع باستانی به عنوان برادران سافو شناسایی شده‌اند.  هرودوت نخستین کسی است که از خاراکوس نام برده و او را دلباختهٔ روسپیای به نام رودوپیس توصیف کرده است. استرابو و آتنائوس نیز او را تاجر شراب معرفی کرده‌اند.  نخستین اشاره به لاریخوس از آتنائوس است که می‌گوید او در جوانی به عنوان ساقی در پریتانه‌یون (تالار شهر) میتیلنه خدمت می‌کرده است.  پژوهشگران امروزی مطمئن نیستند که آیا هر یک از این دو (خاراکوس و لاریخوس) واقعاً برادر سافو بوده‌اند یا خیر.  برای مثال، لاردینوا، خاراکوس و لاریخوس را شخصیت‌های تخیلی می‌داند و آن‌ها را با شعرهای آرشیلوخوس دربارهٔ لیکامبس و دخترانش مقایسه می‌کند که عموماً تخیلی در نظر گرفته می‌شوند.  او خاطرنشان می‌کند که در مجموعهٔ باقی‌مانده از اشعار سافو، این دو شخصیت در قالبی ثابت گیر کرده‌اند: خاراکوسِ همیشه غایب و عاشقِ دوریکا، و لاریخوسِ ساقیِ هماره جوان — که این ایستایی، به گفتهٔ او «بیشتر به شخص‌پردازی ادبی می‌ماند تا بازتاب واقعیت خانوادگی». 

### زمینه
اشعار سافو در کتاب اول از نسخهٔ اسکندریه‌ای عمدتاً به دو موضوع می‌پرداخت: خانواده و آیین‌های مذهبی/عبادی و شور و عشق.  شعر برادران بر خانوادهٔ او تمرکز دارد.  زمینهٔ اجرای اصلی این شعر نامشخص است، اما بیشتر پژوهشگران معتقدند که برای اجرای تک‌خوانی (توسط یک خوانندهٔ منفرد، نه گروه کُر) طراحی شده بود.  همانند تمام اشعار سافو، ملودی که همراه با این شعر اجرا می‌شده، به دست ما نرسیده است.  آریستوکسنوس گزارش می‌دهد که سافو از مُد میکسولیدین استفاده می‌کرد و در دوران باستان با ساز باربیتوس (ساز زهی شبیه به چنگ) مرتبط دانسته می‌شد. بر اساس این اطلاعات، آرمان دآنگور این شعر را به موسیقی تبدیل کرده تا تصویری از نحوهٔ اجرای احتمالی آن در عصر باستان بازسازی کند.  
برادری از درونمایه‌های پرتکرار شعر یونان باستان بود  و روابط بین برادران اغلب به عنوان بستری برای بررسی الگوهای رفتاری مطلوب استفاده می‌شد.  به نظر می‌رسد شعر برادران یکی از چندین شعری بوده که دربارهٔ خاراکوس و لاریخوس سروده شده است.  اوا اِشتِله پیشنهاد می‌کند که این شعر ممکن است بخشی از یک «سری از اشعار برادران» بوده باشد.  با این حال، دیوید گریبل خاطرنشان می‌کند که قطعات باقی‌مانده از آثار سافو برای نتیجه‌گیری دربارهٔ وجود چنین سری‌ای که داستان رابطهٔ خاراکوس با دوریکا را روایت کند، کافی نیستند. 
سافو، خاراکوس را به عنوان فردی بی‌مسئولیت به تصویر می‌کشد و در مقابل، لاریخوس را به عنوان شخصیتی محترم و نقطهٔ مقابل او قرار می‌دهد.  برخلاف روایت‌های هومر و هزیود از این تمثیل، سافو شخصیت سوم و زنانه‌ای را به این رابطه وارد می‌کند. در این طرح، شخصیت دارای اقتدار اخلاقی به دلیل جنسیت خود نمی‌تواند برای خاراکوسِ گمراه الگوی اخلاقی باشد و بنابراین باید به لاریخوس متکی باشد که هنوز ظرفیت تبدیل شدن به فردی شایسته را دارد.  بدین ترتیب، لورا سوئیفت این شعر را نمونه‌ای از بازآفرینی سافو می‌داند که تمثیل‌های حماسیِ جاافتاده را از منظر زنانه بازسازی می‌کند – همان‌گونه که در قطعهٔ ۱۶ نیز چنین کرده است.
آنتون بیرل هفت قطعهٔ دیگر از اشعار سافو را شناسایی کرده است که ظاهراً به خاراکوس یا دوریکا پرداخته‌اند.  هم‌چون شعر برادران، سه قطعهٔ دیگر سافو (شماره‌های ۵، ۱۵ و ۱۷) نیز درون‌مایهٔ بازگشت را محور اصلی خود قرار داده‌اند.  بر اساس شواهد، هر دو قطعهٔ ۵ و ۱۵ به سرنوشت خاراکوس می‌پردازند.  بیرل با استناد به محتوای قطعهٔ ۱۷ (سرودی مذهبی دربارهٔ توقف منلائوس در لزبوس پس از جنگ تروا)، آن را نیایشی نمادین برای سلامت خاراکوس در سفر دریایی تفسیر می‌کند.  بر اساس قراین، این چهار قطعهٔ پراکنده (شماره‌های ۳، ۷، ۹ و ۲۰) احتمالاً بخشی از چرخهٔ رواییِ مربوط به ماجرای عاشقانهٔ خاراکوس و دوریکا بوده‌اند. 
سیلویو بِر با بررسی چینش آثار در پاپیروس اوبینک نشان می‌دهد که جایگاه شعر برادران بلافاصله پس از قطعهٔ ۵ (با فاصلهٔ یک ستون) تصادفی نیست، بلکه بازتاب دیدگاه ویراستاران هلنیستی است که این دو را به عنوان بخش‌هایی از یک روایت پیوسته می‌شناخته‌اند.  او پیشنهاد می‌کند که این شعر به نوعی دیدگاه‌های مطرح‌شده در قطعه ۵ را اصلاح می‌کند: در آنجا، سافو نه‌تنها برای بازگشت ایمن برادرش، بلکه برای اینکه «هر آنچه دلش می‌خواهد محقق شود» به نرئیدها دعا می‌کند. در «شعر برادران»، او درمی‌یابد که چنین درخواست گسترده‌ای خارج از حیطهٔ قدرت نرئیدها است و باید به درستی خطاب به الهه هرا مطرح شود. 

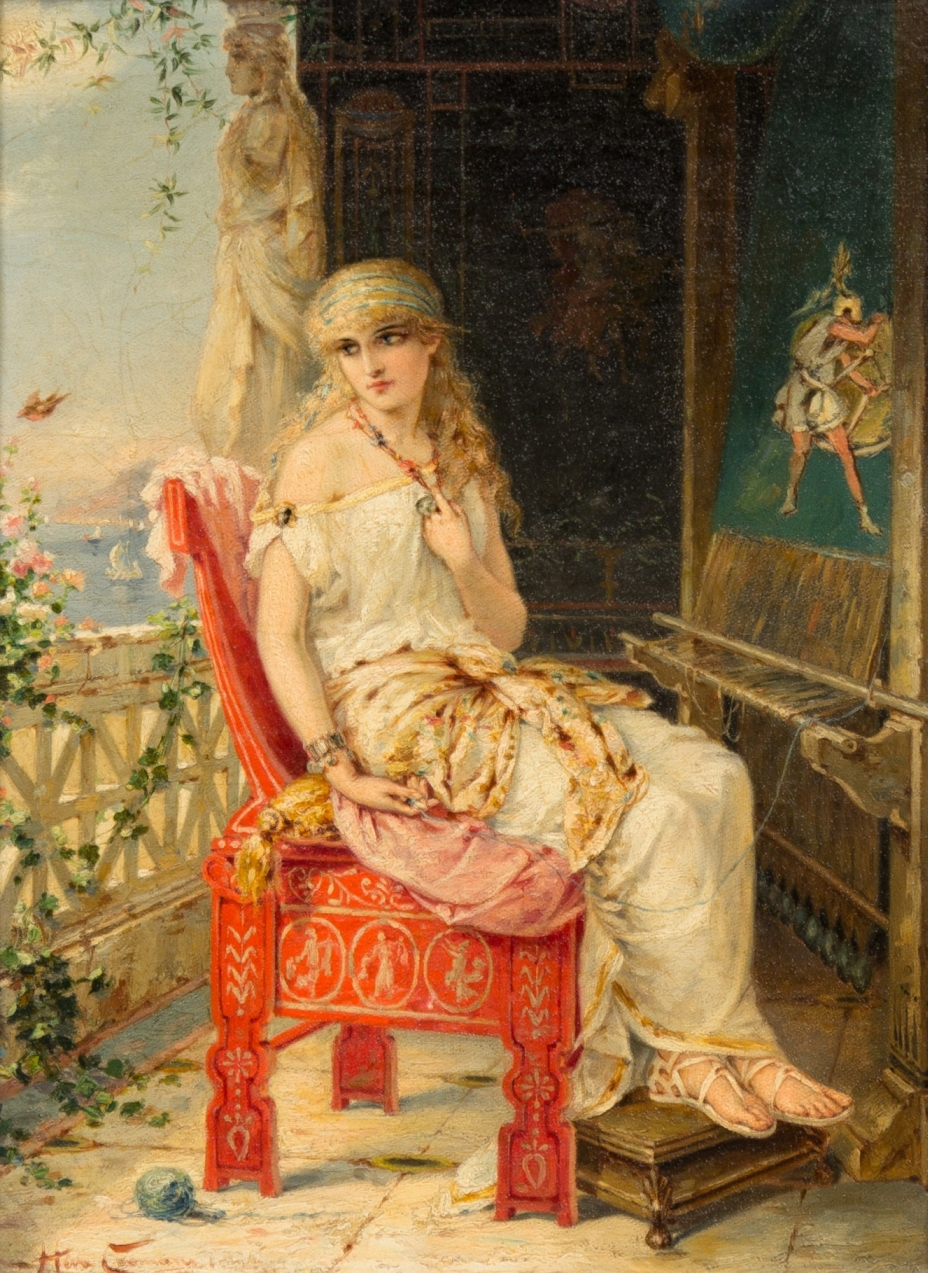
نقش راوی (که احتمالاً خود سافو است) در «شعر برادران» با نقش پنه‌لوپه در اُدیسه مقایسه شده است: او در انتظار بازگشت خاراکوس است، همان‌گونه که پنه‌لوپه (در این تصویر اثر هوا کومانز) چشم‌به‌راه همسرش اودیسه است.

هم‌خوانی‌های ساختاری و مضمونی بین ادیسه و شعر برادران  که بِر آن را «چارچوب بینامتنی بنیادین» می‌خواند — موضوع مطالعات گسترده‌ای بوده است.  این شعر با بازآفرینی سه‌گانهٔ پنه‌لوپه-ادیسه-تلماخوس در قالب راوی-خاراکوس-لاریخوس، همان الگوی روایی را از منظر زنانه بازسازی می‌کند:  در «شعر برادران»، راوی در انتظار بازگشت خاراکوس از سفر دریایی و بلوغ لاریخوس است؛ در اُدیسه، پنه‌لوپه چشم‌به‌راه بازگشت ادیسه و بلوغ تلماخوس است.  علاوه بر این، آنتون بیرل پیشنهاد می‌کند که زمینهٔ حضور خاراکسوس در مصر - که به گفتهٔ هرودوت، عاشق روسپی رودوپیس بوده - با موقعیت ادیسه در اسارت کالیپسو و کیرکه قابل مقایسه است.  تشابه خاص با روایت بازگشت ادیسه در سطر ۹ این شعر دیده می‌شود. [۱۳]. سافو از صفت ἀρτεμής (به معنای "سالم و ایمن") استفاده می‌کند که تنها یک بار در ادیسه (۱۳٫۴۳) ظاهر شده است؛ جایی که ادیسه امیدوار است به ایتاکا بازگردد و خانواده‌اش را سالم بیابد. این دقیقاً مشابه امید گویندهٔ شعر در بند سوم شعر برادران است که آرزو می‌کند خاراکسوس به لزبوس بازگردد و خانواده‌اش را سالم بیابد. 
مولر پیشنهاد می‌کند که «شعر برادران» بازآفرینی آگاهانه از داستان هومری است، با تمرکز بر رابطه خواهر و برادری بین سافو و خاراکسوس، در تقابل با رابطهٔ زناشویی بین ادیسه و پنه‌لوپه. 
به گفته آناستازیا-اراسمیا پپونی، این موضوع باید در چارچوب سنت یونان باستان از گفتمان‌های خانوادگی - و به‌ویژه گفتمان‌های خواهرانه - مورد بررسی قرار گیرد. 
همراه با داستان‌های بازگشت ادیسه در سنت حماسی، «شعر برادران» شباهت‌هایی با چندین ژانر دیگر از شعر یونان باستان دارد. جوئل لیدوف آن را در سنت دعا برای بازگشت ایمن می‌بیند؛  ریچارد مارتین شباهت‌های ساختاری بین این شعر و کوپن اپود اثر آرخیلوخوس (قطعهٔ ۱۹۶a) - یک اثر هجایی آیامبیک - شناسایی کرده است؛  و پیتر اکانل شباهت‌هایی با ترانه‌های خوشامدگویی، به‌ویژه قطعهٔ ۲۴ آرخیلوخوس، پیشنهاد می‌کند.  آندره لاردینوا به شباهت‌هایی بین نگرانی‌های سافو دربارهٔ خاراکسوس و اثر «کارها و روزها» از هزیود اشاره می‌کند: هر دو اثر به اختلاف روایتگر با برادرش می‌پردازند و هر دو نگرانی‌هایی دربارهٔ خطرات سفر و تجارت دریایی را بیان می‌کنند 

### بندهای گم‌شده
معلوم نیست چه مقدار از «شعر برادران» از بین رفته است. همپوشانی بین پاپیروس‌های اکسیرینخوس ۲۲۸۹ و سافوی اوبینک، ترتیب ظاهری الفبایی در نسخهٔ اسکندریه‌ای آثار او، و نامعقول بودن شروع هر شعری با کلمهٔ ἀλλά (به معنای «اما» یا «بااین‌حال»)، همگی نشان می‌دهند که دست‌کم یک بند آغازین از شعر مفقود شده است.  بِر با این دیدگاه مخالفت کرده و اشاره می‌کند که همپوشانی بین پاپیروس‌های اُکسیرینخوس و اوبینک آنقدر ناچیز است (تنها شش نویسه) که نمی‌تواند نتیجه‌گیری قطعی داشته باشد.  او استدلال می‌کند که استثناهای دیگری برای ترتیب الفبایی در نسخهٔ اول اسکندریه‌ای آثار سافو وجود دارد، دلایل موضوعی برای اینکه چرا «شعر برادران» ممکن است خارج از این ترتیب و بلافاصله پس از قطعهٔ ۵ قرار گرفته باشد، و شواهد مشابهی در ادبیات یونان برای شروع شعر با ἀλλά (اما/بااین‌حال) موجود است. 
علیرغم استدلال‌های بِر، اکثر پژوهشگران نتیجه می‌گیرند که «شعر برادران» دست‌کم یک بند و احتمالاً تا سه بند از ابتدا را از دست داده است.   گوتییه لیبرمان پیشنهاد می‌کند که این شعر در اصل هفت بند داشته است؛  از سوی دیگر، کورکه استدلال می‌کند که احتمالاً تنها یک بند از آن از بین رفته است.  نظریه‌های مختلفی دربارهٔ محتوای بندهای ازدست‌رفته وجود دارد. مولر پیشنهاد می‌کند که این بندها ممکن است هویت مخاطب شعر را آشکار کرده باشند.  جوئل لیدوف پیشنهاد می‌کند که مخاطب که تاکنون منفعل به نظر می‌رسید، در واقع در بندهای ازدست‌رفته سخن می‌گفته است. 
اوبینک بازسازی یک بند آغازین از این شعر را ارائه می‌دهد.  او استدلال می‌کند که اشاره به لاریخوس در بندهای بعدی بسیار ناگهانی به نظر می‌رسد، و بنابراین احتمالاً در بندهای قبلی که اکنون از دست رفته‌اند، از او نام برده شده بود.  آتنائوس خاطرنشان می‌کند که سافو اغلب لاریخوس را به دلیل ساقی‌گری در پریتانه‌یون میتیلنه ستایش می‌کرد؛ ممکن است این ساقی‌گری در این بخش [از شعر] نیز ذکر شده باشد.  اوبینک همچنین پیشنهاد می‌کند که بندهای آغازین احتمالاً به مرگ پدر سافو در دوران کودکی او اشاره داشته‌اند، که منبع روایت اوید در نامه‌های قهرمانان (هروئیدها) ۱۵٫۶۱–۶۲ بوده است.  کورکه استدلال کرده است که بند گمشده به خاراکوس پرداخته بوده، و به این ترتیب به شعر تقارنی سه‌بندی می‌داد - به طوری که سه بند به هر یک از برادران اختصاص می‌یافت. 

## واکنش‌ها
کشف «شعر برادران» به همراه قطعاتی از هشت شعر دیگر — که بزرگ‌ترین یافتهٔ جدید از آثار سافو در نزدیک به یک قرن اخیر بود —  توجه رسانه‌ها را به‌طور چشمگیری به خود جلب کرد.  جیمز رام در مقاله‌ای برای دیلی بیست از این کشف به عنوان «یک کشف ادبی خیره‌کننده» یاد کرد،  و تام پین در دیلی تلگراف آن را «هیجان‌انگیزتر از یک آلبوم جدید دیوید بویی» توصیف نمود.  برخی دیگر از صاحب‌نظران نگرانی خود را دربارهٔ منشأ پاپیروس ابراز کردند و بیم آن داشتند که این اثر به‌صورت غیرقانونی از بازار سیاه به دست آمده باشد، یا حتی جعلی مانند انجیل همسر عیسی باشد.  داگلاس بوین در نیویورک تایمز، عدم بررسی دقیق منشأ پاپیروس را «بی‌توجهی نگران‌کننده به مسائل حقوقی و اخلاقی» توصیف کرد.  پس از گزارش‌های سال ۲۰۱۹ مبنی بر اینکه اوبینک چندین قطعه پاپیروس را به‌صورت غیرقانونی به شرکت هاببی لابی فروخته و سپس این آثار به مجموعهٔ گرین اهدا شده بود، پرسش‌های بیشتری دربارهٔ منشأ این آثار مطرح شد.   شارلوت هیگینز در گاردین گزارش داد که «حتی شک‌هایی دربارهٔ اصالت آن وجود دارد. جدیدترین شایعات در محافل کلاسیک این است که ممکن است حتی یک جعل باشد. یکی از اساتید برجستهٔ مطالعات کلاسیک کمبریج به من گفت: «هر چیزی دربارهٔ آن به‌قدری عالی است که به نظر واقعی نمی‌رسد.» 
هرچند پژوهشگران مطالعات کلاسیک این اثر را «خیره‌کننده‌ترین» کشف سال ۲۰۱۴ دانسته‌اند،  اما آن را در زمرهٔ برترین آثار سافو به‌شمار نمی‌آورند. مارتین وست در ابتدا این شعر را «اثری بسیار ضعیف» و «تولید ناشیانه‌ای از دورهٔ نوجوانی شاعر» ارزیابی کرد، هرچند بعدها از شدت انتقادهایش کاست.  لیبرمان نوشت که این شعر ناشیانه است و ردپای شتابزدگی در سرایش آن مشهود است.  ریچارد رالز معتقد بود نارضایتی اولیه از این شعر ناشی از غیابِ درون‌مایه‌های اروتیک بوده، اما همین ویژگی در آینده آن را به موضوعی جذاب برای پژوهش تبدیل خواهد کرد.  برخی از منتقدان نگاه مثبت‌تری داشته‌اند. اگرچه لوکاس پاپادیمیتروپولوس گفته بود که اولین برداشت او این بود که شعر ساده‌انگارانه است، اما در نهایت نتیجه گرفت که معنای این شعر «شاید ژرف‌ترین مفهوم در میان تمام آثار بازماندهٔ سافو» است  و اینکه این شعر «امر ساده [...] را به چیزی بسیار معنادار بدل می‌کند». 
علیرغم ناامیدی پژوهشگران از کیفیت آن، «شعر برادران» به دلیل اطلاعات تاریخی و زندگینامه‌ای که دربردارد، ارزشمند است.  این نخستین قطعه از اشعار سافو است که در آن به نام‌های «خاراکوس» و «لاریخوس» اشاره شده است — شخصیت‌هایی که منابع باستانی آن‌ها را برادران سافو دانسته‌اند، اما پیش از این در هیچ‌یک از نوشته‌های شناخته‌شدهٔ او ظاهر نشده بودند.  پیش از کشف این شعر، پژوهشگران تردید داشتند که آیا سافو هرگز به خاراکوس اشاره کرده است یا خیر. 